# Särdrag
Denna artikel handlar om den lingvistiska termen särdrag. För andra betydelser, se Särdrag (olika betydelser).
Särdrag är inom lingvistiken de byggstenar med vilka man kan beskriva och särskilja fonem och språkljud i världens språk; sådana byggstenar kan vara ton, aspiration, nasalisering med mera. Dessa ses ofta som binära, och ett givet språkljud anges då ha (+) eller sakna (−) särdraget i fråga.

## Inledning
De minsta byggstenarna i världens språk kallas fonem eller språkljud, och de har allihop sina speciella egenskaper. Dessa egenskaper kallas särdrag. 
Vid uttalandet av ett specifikt fonem genomför talapparaten en mängd samordnade artikulatoriska rörelser, vilka orsakar en motsvarande mängd akustiska fenomen. Tungan placeras i ett visst läge, stämläpparna likaså, gomseglet stängs eller öppnas, luftströmmen från lungorna blockeras helt eller delvis, eller inte alls med mera. Dessa olika artikulatoriska rörelser och de åtföljande akustiska egenskaperna kan inte själva bära någon semantisk information; det vill säga de utgör inte fonem, men de kan skilja olika fonem åt.
Till exempel skapas både /b/ och /p/ genom att munnen stängs vid läpparna så att luftflödet från lungorna hindras, och strax efter öppnas läpparna hastigt. Det som skiljer de två fonemen från varandra är att innan läpparna öppnas vid /b/ har stämläpparna satts i svängning, men vid /p/ är de vilande. Detta beskrivs som att fonemet /b/ är tonande och /p/ är tonlöst. Det akustiska fenomenet ton, orsakat av den artikulatoriska rörelsen svängning av stämläppar är ett exempel på ett särdrag. 
Förutom för att beskriva vad som är den eller de relevanta artikulatoriska faktorerna som skiljer olika fonem åt, används särdrag även för att påvisa hur olika språkljud påverkar varandra när de förekommer tillsammans. Till exempel realiseras ordet 'anpassa', /anpas:a/, som [ampas:a] - alveolara /n/ (tungan mot tandvallen) blir alltså bilabiala [m] (stängning av läpparna) eftersom konsonanten som kommer efter är bilabial. 

## Olika särdrag
Det är naturligtvis möjligt att analysera de artikulatoriska rörelser som sker i talapparaten i allt finare segment, nästan in absurdum. Dock har det visat sig att en alltför finkornig analys ej tillför något ytterligare,[källa behövs] och begränsningar har därför införts för att en given artikulatorisk rörelse och dess akustiska konsekvens skall betraktas som särdrag:
- De ska kunna beskriva naturliga klasser.
- De ska kunna beskriva alla segmentella kontraster i världens språk.
- De ska kunna definieras i fonetiska termer.

Det finns en stor mängd särdrag och de har ingen inbördes viktighetsordning, de är likvärdiga. Man kan ändå börja med att dela in fonemen i större huvudgrupper. Med hjälp av [+] och [–] kan man säga om ett fonem har ett visst särdrag eller inte. Man säger att dragen är binära.
Den första indelningen av fonem man kan göra med hjälp av särdrag är: 
- Vokaliska [+vok]. Det här särdraget skiljer ut vokaler från övriga ljud. Vokaler bildas med en förträngning i talapparaten som är väldigt liten, eller ingen förträngning alls. Fonem som ingår i den här särdragsgruppen är /o/, /e/, /i/, m.fl.
- Konsonantiska [+kons]. Dessa ljud bildas med en förträngning som är större än den för vokaler. Exempel på sådana ljud är /l/, /p/ och /m/.

För att skilja ut de olika konsonanterna från varandra behöver man ytterligare särdrag. Några av dem är:
- Sonoranter [+son]. I den här gruppen av fonem ingår alla såna som inte har en förträngning någonstans i talapparaten, eller en förträngningen som är väldigt liten. Med hjälp av det här särdraget kan man utesluta alla fonem som har en fullständig förträngning, som /p/, eller en nästan hel förträngning så att det bildas brus, som /s/. Dessa ljud är alltså [–son], medan alla andra, inklusive vokaler, är [+son].
- Nasaler [+nas]. Nasaler bildas genom att man låter luft passera genom näshålan. De mest kända nasalerna är /m/ och /n/, men det finns även nasala vokaler. Båda /i/ i ordet ”minimalt” till exempel uttalas [+nas] eftersom de påverkas av de nasala konsonanter som omsluter dem.
- Approximanter [+approx]. Dessa fonem har en större förträngning än vad vokaler har, men inte tillräcklig förträngning för att det ska låta brusigt, som för /s/. [+approx] är till exempel /l/ och /j/.

För att kunna förklara skillnaden mellan olika vokaler använder man sig bland annat av särdragen:
- Hög [+hög]. Det betyder att man producerar vokalen genom att föra upp tungan så att den hamnar ganska nära gommen, som man gör för /i/, och /o/. [+hög] går även under namnet [+sluten].
- Låg [+låg]. Vokaler som är [+låg] bildas i motsats till de höga genom att man har en låg tungposition när man uttalar vokalen. /a/ är en låg vokal. [+låg] kan även kallas [+öppen].
- Fram [+fram] innebär att tungan befinner sig i främre delen av munnen. Vokaler som /i/ och /e/ är främre.
- Bak [+bak]. När man uttalar bakre vokaler rör sig tungan upp mot bakre delen av gommen, eller mjuka gommen. Exempel på bakre vokaler är /u/ och /o/.

Man kan även använda sig av dragen [+halvhög], [+halvlåg] och [+rundad]. En tabell över hur några av svenskans vokaler delas upp med hjälp av särdrag finns nedan.
Det finns många fler särdrag, bland annat för vilken del av tungan som är involverad i artikulationen. Tänk till exempel på hur man uttalar /l/. Man för upp tungans spets, corona, mot tandvallens bakre del. /l/ är alltså bland annat [+cor].
Särdragen används bland annat för att beskriva förändringar av fonem när de kommer i kontakt med varandra. Förändringen som innebär att /i/:en blir nasala i exemplet 'minimal' gäller för vokaler innan nasaler i allmänhet, och därför är det praktiskt att kunna skriva en regel som beskriver en dylik förändring. En sådan regel kan se ut så här:
[+vok] → [+nas] / __ [+kons +nas]
Detta betyder alltså att en vokal blir nasalerad om den kommer precis före en nasal konsonant.

## Bakgrund
Målet är att särdragen ska vara universella, att ett system av särdrag ska kunna förklara alla olika språkljud i alla världens språk och ingenting ska kunna definieras som inte behöver definieras. Det ska alltså inte finnas några onödiga distinktioner i ett särdragssystem. Eftersom det hela tiden upptäcks nya språk med nya fonem och regler är detta dock näst intill omöjligt. Ett annat problem är att det finns olika särdragssystem. Man är inte överens om huruvida särdragen ska beskriva hur ljuden låter, eller hur de artikuleras. 1951 kom boken Preliminaries to Speech Analysis, där man inriktade sig på de auditiva kvalitéerna hos särdrag, men på 60-talet blev en inriktning populär som främst beskriver fonemens artikulatoriska egenskaper. Ytterligare många fler förslag till särdragssystem har kommit efter det. Det system som är mest utbrett i dag behandlar dock de artikulatoriska skillnaderna mellan olika fonem.